# Google Voice

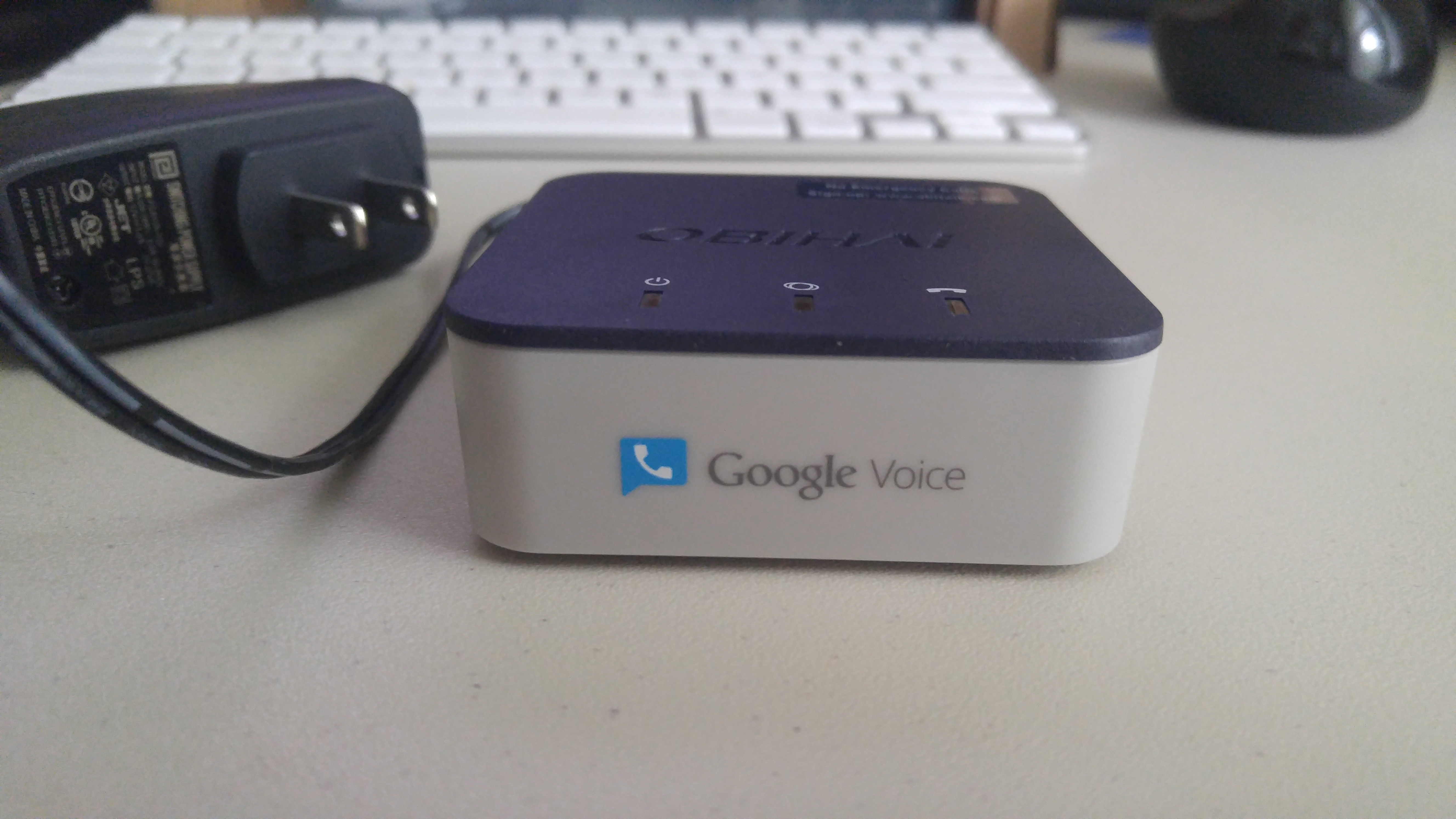
Un Obi200 fabriqué par Obihai Technologies avec la marque Google Voice. Face avant.

Google Voice est un service de télécommunications (téléphonie et SMS) proposé par Google lancé le 11 mars 2009 aux États-Unis. Il fait suite au rachat par Google de Gizmo qui était le seul concurrent de Skype. 
Ce service était normalement réservé aux personnes ayant une IP américaine (accès web) et un numéro de téléphone américain (vérification de l'identité lors de l'activation du service), c'est-à-dire les Américains ou toute personne ayant une adresse IP virtuelle américaine (VPN) et un numéro de téléphonie virtuel américain (DNID). Cependant, à partir d'août 2011, quelques fonctions sont disponibles (VoIP, historique des appels) pour les utilisateurs d'autres pays, dont le Canada. Il fallait au préalable posséder une adresse Gmail en anglais américain et que Google Labs soit activé.